# Hypania brevispinis
Hypania brevispinis är en ringmaskart som först beskrevs av Grube 1860.  Hypania brevispinis ingår i släktet Hypania och familjen Ampharetidae. Inga underarter finns listade i Catalogue of Life.